# 41º Parallelo
41º Parallelo è il disco d'esordio del gruppo hip hop italiano La Famiglia, pubblicato nel 1998.

## Descrizione
Il trio, formato dagli MC Polo e Shaone e dal dj e produttore Dj Simi, aveva in precedenza collaborato a Mazz'è Pannel, album del 1997 di Chief & Soci.
Il titolo si riferisce al parallelo che unisce New York e Napoli, in un'ideale unione tra la città dei tre e la patria del rap per eccellenza.
Il disco è interamente rappato in napoletano stretto e difficile da comprendere per i campani stessi, se si escludono le parti di Chief e degli altri collaboratori. Nella confezione originale del disco erano presenti le traduzioni in italiano di tutti i testi dell'album.

## Tracce
1. Introduzione al 41°
2. Mast
3. La Famiglia (est. 1993)
4. Prrr!
5. Schia'o 5
6. Femmena (feat. Ciro Deniro)
7. Pe'cumpari
8. Odissea
9. Fuje
10. Notte (feat. Chief)
11. Tecchete te
12. C.N.E.F. (feat. Mars e Kay Bianco)
13. I frutti
14. Fame
15. A finale...